# Essenbach
Essenbach er en købstad (markt) i Landkreis Landshut, i regierungsbezirk Niederbayern i den tyske delstat Bayern.

## Geografi
I kommunen der grænser til floden Isar, ligger der ud over Essenbach, disse landsbyer og bebyggelser: Altheim, Gaden, Mettenbach, Mirskofen, Oberahrain, Oberwattenbach, Ohu, Unterahrain, Unterwattenbach, Wattenbacherau, hvoraf Altheim, Mirskofen, Oberwattenbach, Mettenbach og Ohu er tidligere selvstændige kommuner, der blev indlemmet i Essenbach i 1970'erne.
Ved Ohu ligger atomkraftværket Kernkraftwerk Isar og lidt længere oppe af floden ligger vandkraftværket Wasserkraftwerk Altheim.